# 萊克縣 (蒙大拿州)
萊克縣（英語：Lake County）是美國蒙大拿州西北部的一個縣。面積4,283平方公里。根據美國2000年人口普查，共有人口26,507人。縣治波爾森 (Polson)。
成立於1923年5月11日。縣名以夫拉特赫德湖 (Flathead Lake，該州最大的湖)命名。